# ROKS Tongyeong
Le ROKS Tongyeong (ATS-31) est un navire de sauvetage de la marine de la république de Corée, le navire de tête de la classe Tongyeong. Il est nommé d’après la ville de Tongyeong.

## Conception
La classe Tongyeong a un déplacement total de 3500 tonnes, une longueur de 107,5 m et une largeur de 16,8 m. Leur vitesse maximale peut atteindre 21 nœuds (environ 39 km/h).
Les navires sont équipés :
- de 2 caissons de décompression pouvant accueillir jusqu’à 8 personnes (chirurgiens compris) afin que les plongeurs (SSU) puissent effectuer des missions de sauvetage jusqu’à une profondeur de 90 m.
- d’un pont d'envol pour le décollage et l’atterrissage d’hélicoptères de taille moyenne.
- d’un dispositif de repositionnement automatique du navire (poussée, hélice) sur la proue et la poupe, lui permettant de pivoter sur 360 degrés sur place.
- d’un véhicule sous-marin téléopéré (ROV), qui n’était pas présent dans les anciens navires de sauvetage de la classe Pyeongtaek. Il a été décidé de monter le même modèle, le Celling Robotics HD ROV, sur le ROKS Gwangyang. Le ROV du Tongyeong est capable de fonctionner jusqu’à 3 km sous la surface, ce qui est trop profond pour les humains. Il est équipé de deux bras robotisés, de neuf caméras et d’une pince coupante. Il pèse 3,5 tonnes, a une vitesse maximale de 3 nœuds et a une capacité de levage d’environ 250 kg.
- d’équipement de soutien aux scaphandriers. Un tuyau d’air permet aux scaphandriers d’effectuer des opérations de sauvetage jusqu’à 90 m sous l’eau.
- d’une grue capable de soulever les patrouilleurs de classe Gumdoksuri de 570 tonnes.
- d’une installation de remorquage ayant la capacité de remorquer un navire d'assaut amphibie de classe Dokdo.
- d’un sonar : un détecteur de bancs de poissons commercial a été installé à la place du sonar prévu, en raison de la corruption dans l’industrie de la défense[1] (voir ci-dessous).

## Carrière
Le ROKS Tongyeong a été construit par Daewoo Shipbuilding & Marine Engineering, lancé le 4 septembre 2012 et mis en service le 30 décembre 2014,.
Lors du naufrage du MV Sewol le 16 avril 2014, le déploiement du Tongyeong a été envisagé. Cependant Daewoo Shipbuilding & Marine Engineering ne l’avait pas encore livré à la marine car il subissait des tests de performances. Comme il n’avait pas encore été mis en service, il n’était pas encore doté de tout son équipement, donc la marine de la république de Corée a refusé son déploiement.
Il a été découvert que le sonar fixe de la coque du Tongyeong et la caméra à ultrasons du véhicule sous-marin sans pilote étaient inférieurs aux performances requises. L’équipe conjointe d’enquête sur la corruption dans l’industrie de la défense a découvert que la société chargée du projet avait falsifié des documents et les avait faits valider par des officiers en service actif appartenant à l’administration du programme d’acquisition de la défense. Cependant, la marine a décidé de déployer le Tongyeong en avril 2015 sans l’équipement approprié. Le navire a donc été livré à la marine le 30 décembre 2014,. Cependant, le jugement final de la Cour suprême a par la suite acquitté tous les principaux membres du personnel naval impliqués dans l’affaire de corruption du Tongyeong. L’opinion publique estime que cela pourrait être le résultat de l’enquête déraisonnable de l’accusation sur la corruption dans la défense.
Le ROKS Tongyeong a participé à l’exercice Salvage (SALVEX) Korea 2017, un échange bilatéral entre la marine américaine et la marine de la république de Corée qui a débuté le 21 mars 2017. SALVEX Korea 2017 fait partie de l’exercice Foal Eagle, un ensemble d’exercices annuels réguliers qui sont l’aboutissement de plusieurs mois de planification, basés sur des scénarios d’entraînement réalistes. La partie navale des exercices Foal Eagle se déroule dans les eaux internationales autour de la Corée du Sud et comprend une gamme complète d’opérations maritimes. SALVEX 2017 est la 33ème édition de l’exercice bilatéral, qui remonte à 1985. Des plongeurs de la marine américaine affectés à l’unité mobile de plongée et de sauvetage (MDSU) 1 ont embarqué sur le ROKS Tongyeong aux côtés de leurs homologues de la marine sud-coréenne, une première pour cet exercice annuel. L’exercice comprenait des opérations conjointes de plongée et de sauvetage, tant au port qu’en mer.

## Galerie

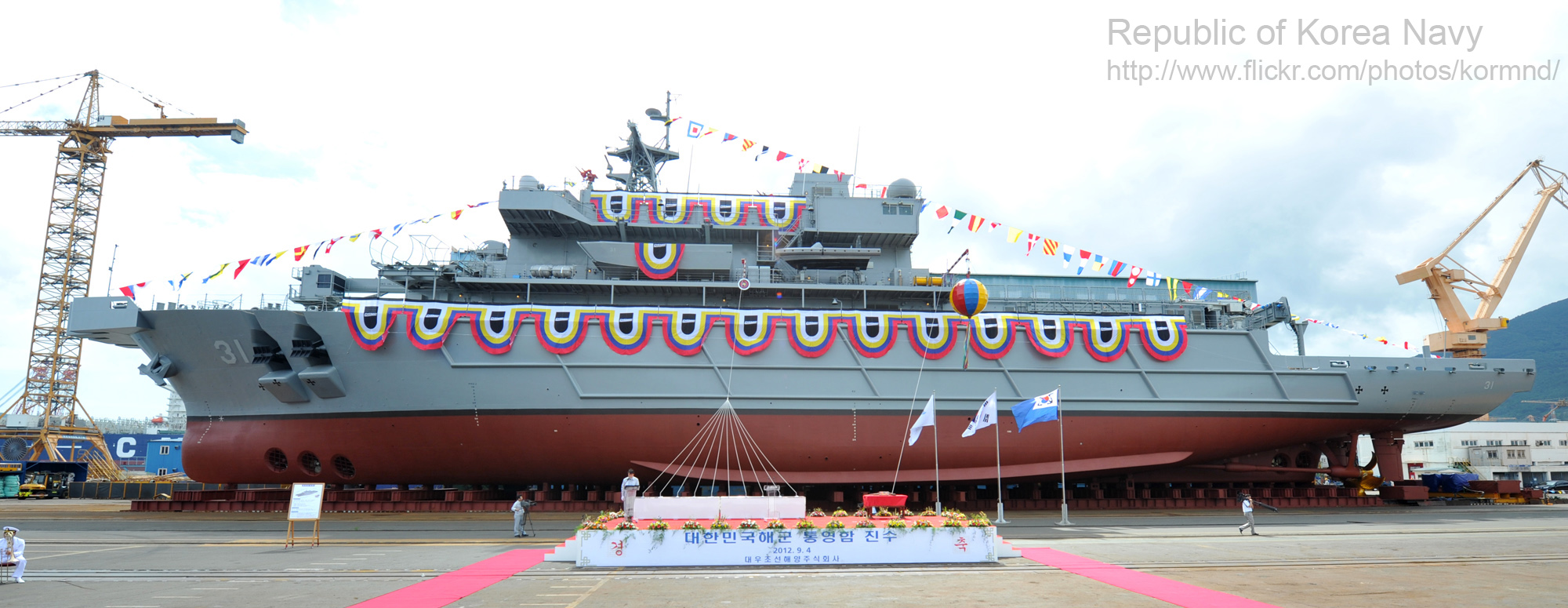
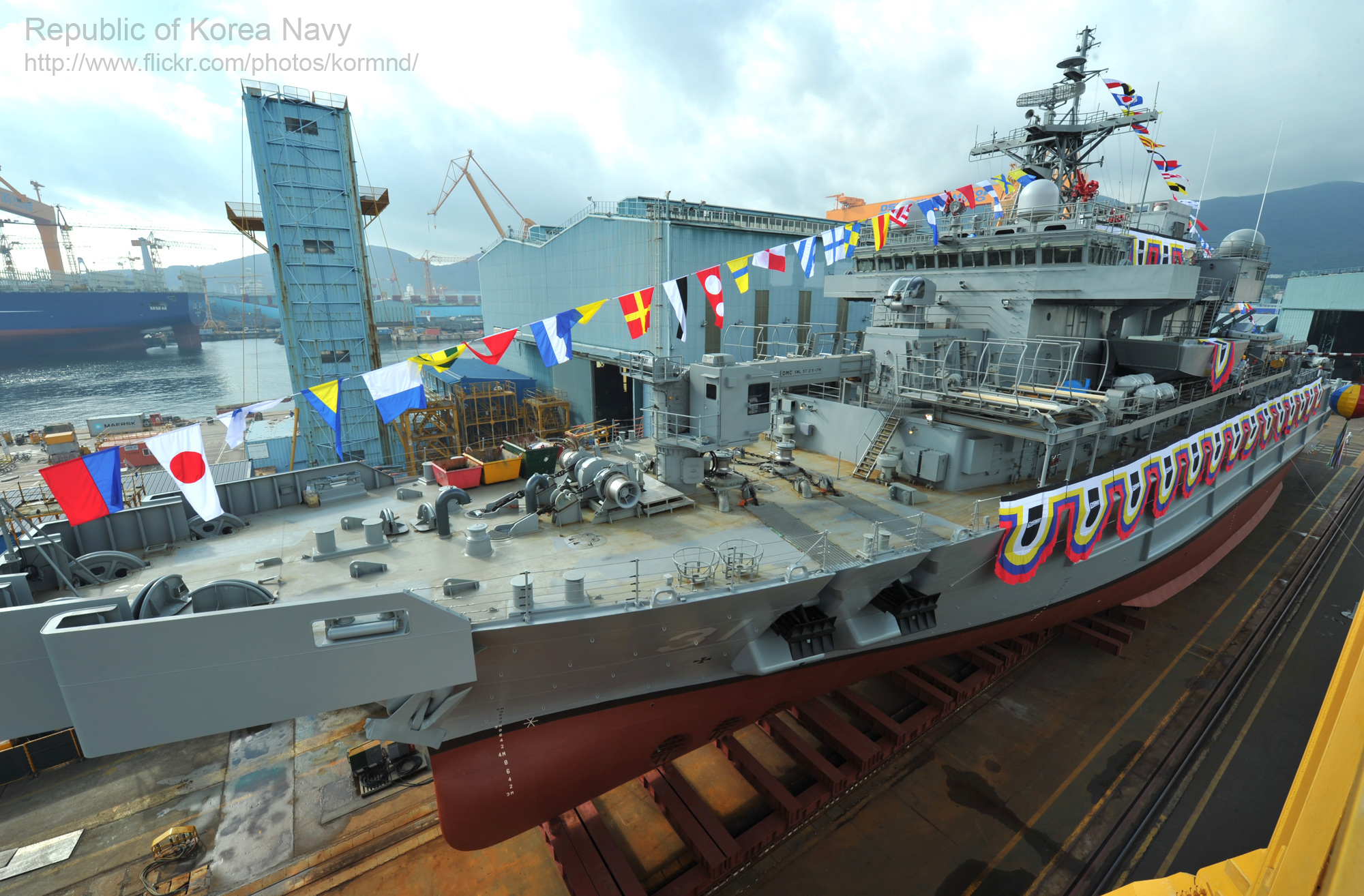
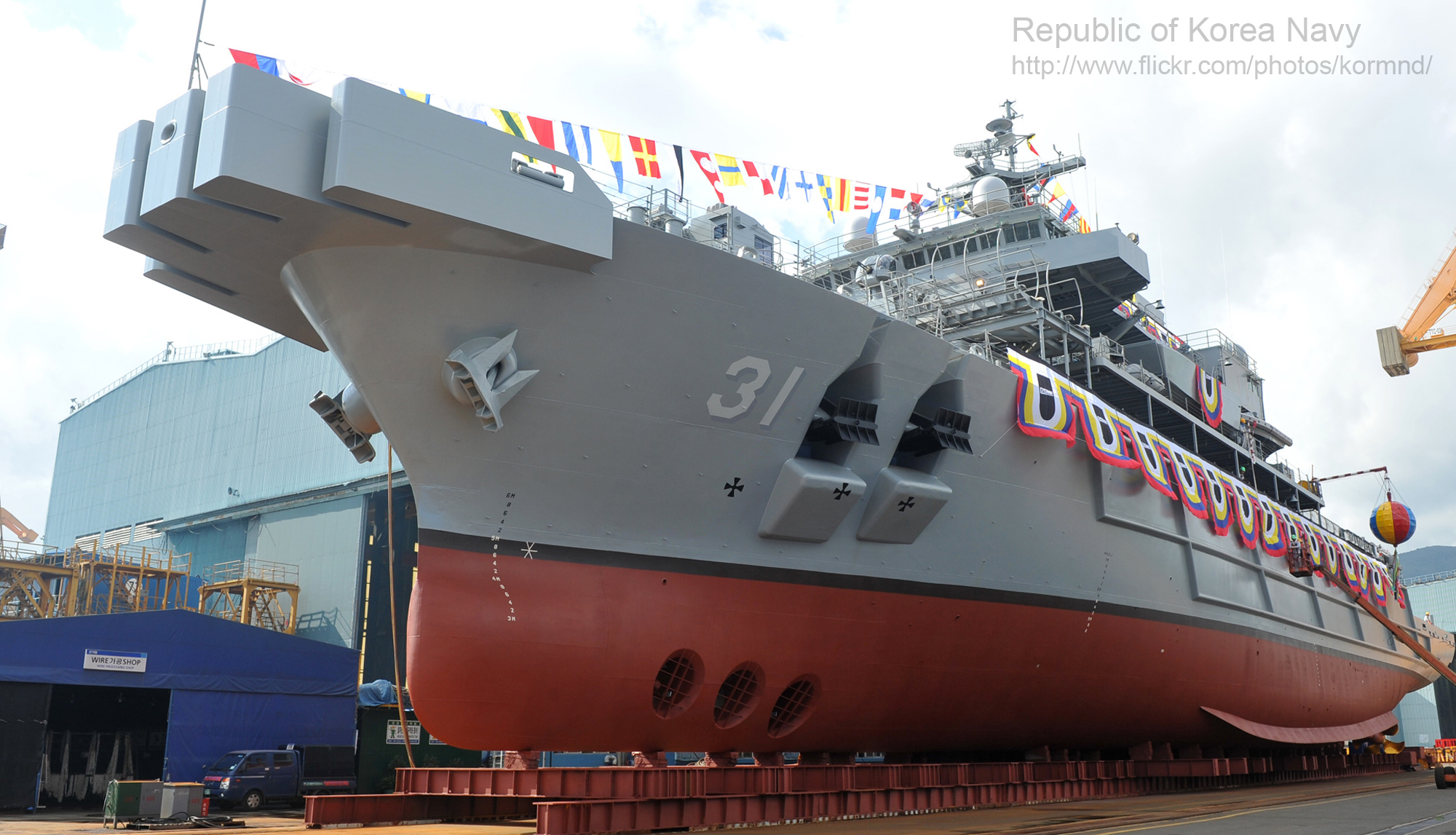
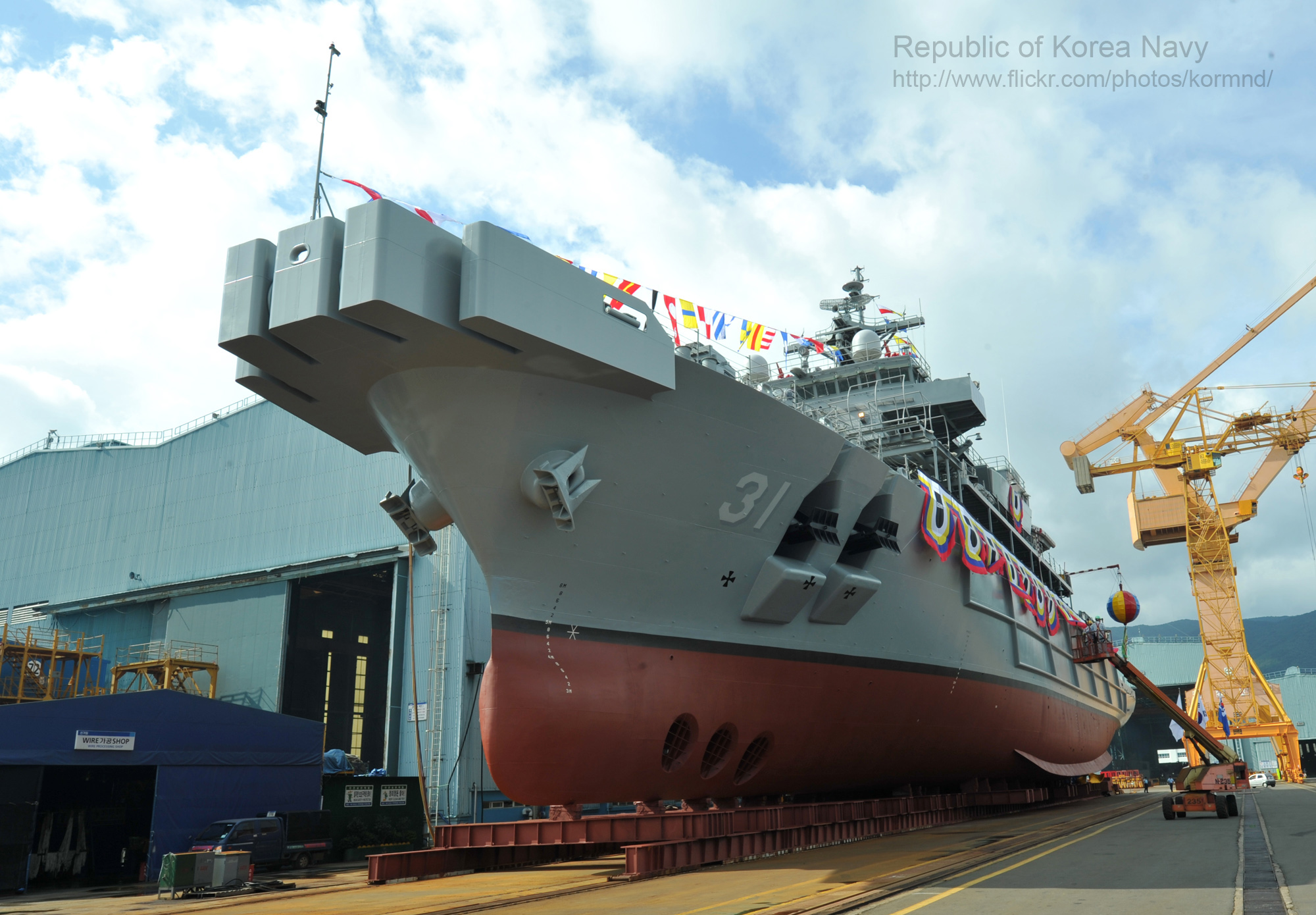
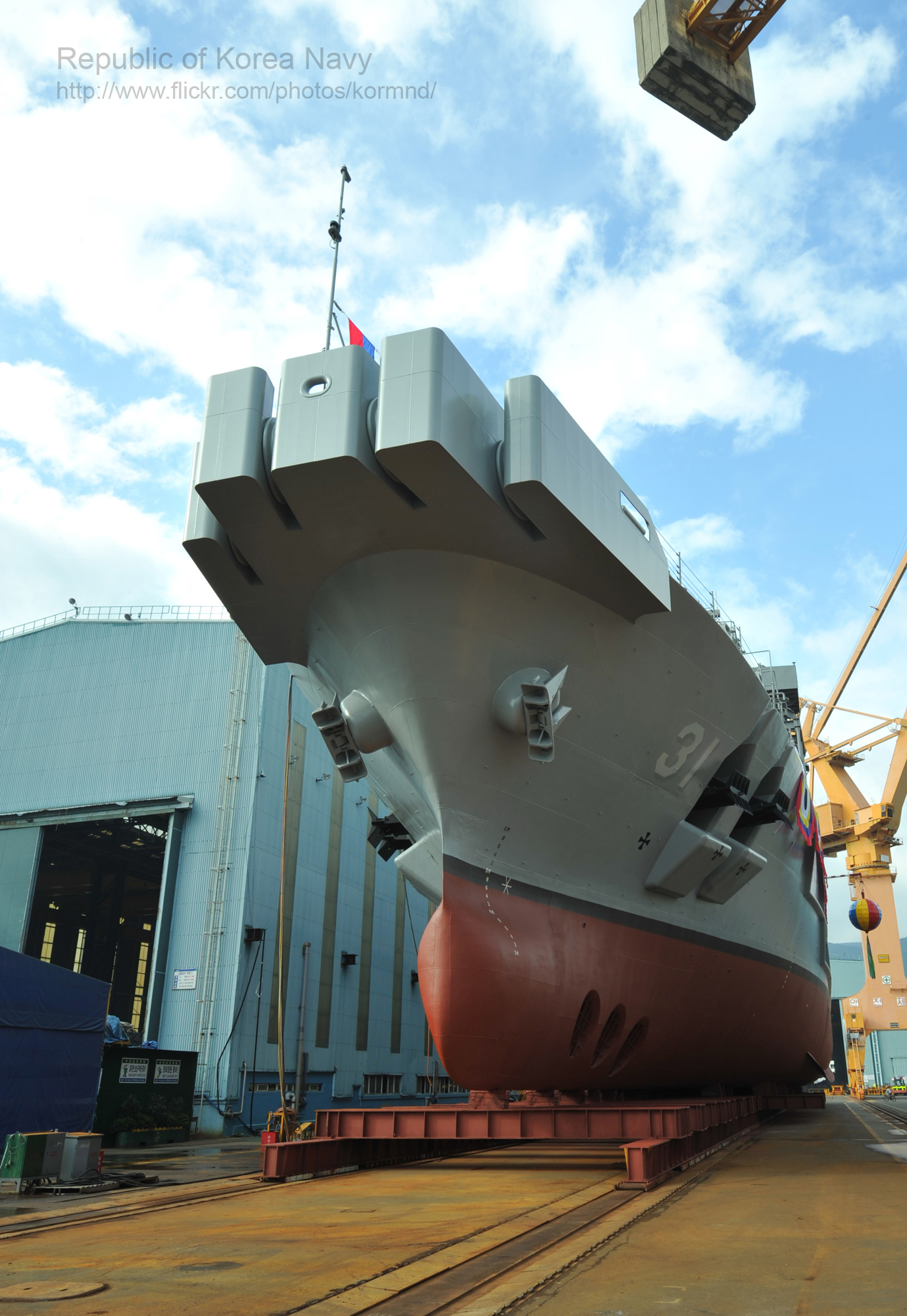